# Frontière entre l'Arabie saoudite et l'Irak
La frontière entre l'Arabie saoudite et l'Irak est la frontière séparant l'Arabie saoudite et l'Irak.
Les trois seules provinces saoudiennes concernées sont :
- une faible partie de la province de Al Jawf, capitale Sakaka,
- toute la province nord, Al-Hudud ach-Chamaliya, capitale Arar,
- une très faible partie (nord) de la province est, Ach-Charqiya, capitale Dammam, zones de Hafar Al-Batin et Ras al-Khafji.

- Arabie Saoudite
- Irak

De 1922 à 1991, une zone neutre de 7 044 km2 existait à la frontière entre l’Arabie saoudite et l’Irak, là où la frontière entre ces deux pays n’était pas clairement définie.
Une barrière a été construite à partir de 2006 sur la frontière, constituée d'une double ligne de barbelés, et équipée de caméras thermiques et de détecteurs de mouvements. Le coût est de 850 millions de dollars pour une longueur de 700 km.
Le poste-frontière de Souif a subi une attaque djihadiste, le 5 janvier 2015, causant la mort de trois militaires saoudiens.